# Osrblie
Osrblie este o comună slovacă, aflată în districtul Brezno din regiunea Banská Bystrica. Localitatea se află la altitudinea de 585 m deasupra n.m., se întinde pe o suprafață de 24,02 km2 și în 2017 număra 373 de locuitori.

## Istoric
Localitatea Osrblie este atestată documentar din 1622.

## Demografie
| An:                | 1994 | 2004   | 2014   | 2024   |
| ------------------ | ---- | ------ | ------ | ------ |
| Număr de persoane: | 379  | 384    | 379    | 343    |
| Diferență:         |      | +1,31% | −1,30% | −9,49% |

| An:                | 2023 | 2024 |
| ------------------ | ---- | ---- |
| Număr de persoane: | 350  | 343  |
| Diferență:         |      | −2%  |